# Autostrada A11 (Rumunia)
Autostrada A11 w Rumunii – autostrada w Rumunii o planowanej długości 135 kilometów, z czego dziś wykonane jest ok. 3,5 kilometra trasy (ok. 2% całości) w pobliżu miasta Arad gdzie jest łącznikiem z autostradą A1.